# Édgar Garibay
Édgar Garibay Padilla (Ocotlán, 5 marzo 1990) è un cestista messicano.

## Carriera
Con il Messico ha disputato i Campionati americani del 2017.